# Kynosura (Ort)
Mit dem Namen Kynosura (altgriechisch Κυνόσουρα) wurden in der Antike mehrere Örtlichkeiten in Griechenland bezeichnet, darunter ein Kap auf Salamis (das heutige Kynosoura), eine Landzunge in der Bucht von Marathon, ein Stadtteil Spartas und ein Landstrich in der Megaris (zwischen Athen und Korinth gelegen).
Auf Kreta wiederum soll ein Dorf seinen Namen auf die Nymphe Kynosura, eine Amme des Zeus zurückgeführt haben.